# Ping An Bank

Logotipo de Ping An Insurance.

Ping An Bank Co., Ltd.  es un banco comercial chino con sede en Shenzhen. El banco es una sociedad por acciones y funciona principalmente en China Continental, con un representante de la filial en Hong Kong. El banco ofrece servicios al comercio minorista y banca corporativa, incluyendo servicios de banca de inversión. Con una filial de seguros, Ping An Insurance, el banco es uno de los tres pilares principales de Ping An Group: seguros, banca y gestión de activos.
El banco cotiza en la bolsa de Shenzhen desde 2012 y está presente en los ídices FTSE China A50 Index, Hang Seng China 50 Index y CSI 300 Index, entre otros.